# アントン・ミランチュク
アントン・アンドレイェヴィッチ・ミランチュク（ロシア語: Антон Андреевич Миранчук、1995年10月17日 - ）は、ロシアのサッカー選手。ポジションはMF。ロシア代表。FCシオン所属。
双子の兄のアレクセイ・ミランチュクもサッカー選手。

## 来歴

### クラブ
2013年にトップチームへ昇格。しかしその後もリザーブでの出場にとどまり、2017年4月9日のFCロストフ戦でやっとトップチームデビュを果たす。 

### 代表
兄弟アレクセイに約2年遅れて2017年10月7日の韓国戦 (4-2)でA代表デビュー。
2018 FIFAワールドカップを戦うロシア代表に初選出された。

## 代表歴

### 出場大会
- ロシア代表
  - 2018 FIFAワールドカップ

### 試合数
- 国際Aマッチ 27試合 6得点（2017年-）[2]

| ロシア代表 | 国際Aマッチ | 国際Aマッチ |
| 年         | 出場        | 得点        |
| ---------- | ----------- | ----------- |
| 2017       | 2           | 0           |
| 2018       | 5           | 0           |
| 2019       | 4           | 1           |
| 2020       | 8           | 2           |
| 2021       | 0           | 0           |
| 2022       | 2           | 0           |
| 2023       | 6           | 3           |
| 2024       |             |             |
| 通算       | 27          | 6           |

## タイトル
FCロコモティフ・モスクワ
- ロシアサッカー・プレミアリーグ：1回 (2017-18)
- ロシア・カップ : 3回 (2015, 2017, 2019)